# Лешникотрошачката и четирите кралства
„Лешникотрошачката и четирите кралства“ (на английски: The Nutcracker and the Four Realms е американски фентъзи приключенски игрален филм от 2018 година, режисиран от Ласе Халстрьом и Джо Джонстън, по сценарий на Ашли Пауъл. Филмът е базиран по краткия разказ „Лешникотрошачката и краля на мишките“ на Е.Т.А. Хофман и по едноименния балет на Мариус Петипа. Актьорския състав се състои от Кийра Найтли, Макензи Фой, Джейдън Фовора-Найт, Евгенио Дербез, Матю Макфейдън, Ричард Е. Грант, Мисти Коупланд, Хелън Мирън и Морган Фрийман.
Филмът е анонсиран през март 2016 г. с Халстрьом, режисиращ сценария на Пауъл. Голяма част от актьорския състав се подписва през това лято и снимките започват през октомври в Pinewood Studios, с продължителност до януари 2017 г. През декември 2017 г. е обявено, че Джо Джонстън ще режисира един месец презаснемания, като Халстрьом се съгласява с Джонстън да бъде сърежисьор. Презаснеманията са написани от Том Маккарти, който остана некредитиран.
Филмът прави премиера си в Лос Анджелис на 29 октомври 2018 г. и е пуснат от Walt Disney Studios Motion Pictures в САЩ на 2 ноември 2018 г. в RealD 3D and Dolby Cinema.

## Актьорски състав
- Макензи Фой – принцеса Клара Щалбаум, младо момиче, което пътува в Четирите кралства
- Джейдън Фовора-Найт – Капитан Филип Хофман, лешникотрошач, който помага на Клара на нейното пътешествие.
- Кийра Найтли – Фея Драже
- Хелън Мирън – Майка Жагон
- Морган Фрийман – Дроселмайер, кръстникът на Клара
- Евгенио Дербез – Глогин
- Ричард Е. Грант – Аркелино
- Матю Макфейдън – Бенджамин Щалбаум

## Синхронен дублаж
| Роля          | Изпълнител |
| ------------- | --- |
| Клара         | Яна Янчева |
| Фея Драже     | Десислава Чардаклиева |
| Филип         | Александър Хаджиангелов |
| Майка Жигон   | Петя Абаджиева |
| Дроселмайер   | Сава Пиперов |
| Г-н Щалбаум   | Тодор Николов |
| Глогин        | Анатолий Божинов |
| Аркелино      | Мартин Герасков |
| Луиза         | Ралица Стоянова |
| Мари          | Гергана Стоянова |
| Фриц          | Константин Димитров |
| Скрежин       | Здравко Димитров |
| Други гласове | Адриана Тамахкярова Вяра Цветкова Кристина Топалова Лина Шишкова Никол Николова Светлана Смолева Божидар Попчев Иво Николов Йордан Неделчев Константин Каракостов Любомир Фърков Николай Върбанов |

| Обработка                       | Доли Медия Студио                     |
| ------------------------------- | ------------------------------------- |
| Режисьор на дублажа             | Даниела Горанова                      |
| Превод                          | Мария Петрова                         |
| Тонрежисьор на записа           | Ясен Пенчев                           |
| Творчески директор              | Венета Янкова                         |
| Миксинг студио                  | Shepperton International              |
| Продуцент на българската версия | Disney Character Voices International |